# 贝林哈日莫墩乡
贝林哈日莫墩乡，是中华人民共和国新疆维吾尔自治区博尔塔拉蒙古自治州博乐市下辖的一个乡镇级行政单位。

## 行政区划
贝林哈日莫墩乡下辖以下地区：
贝林哈日莫墩村、托森哈夏西村、托森哈夏中村、托森哈夏新村、阿其恩祖苏龙村、哈日则格得村、乌日木格则格得村、夏尔津村、敖博恩塔拉村、新塔拉村、乔龙尕拉村、决肯村、吉翁村、玛尼乡村和贝林哈日莫墩南村。